# Colostygia pyreneata
Colostygia pyreneata är en fjärilsart som beskrevs av Bubacek 1926. Colostygia pyreneata ingår i släktet Colostygia och familjen mätare. Inga underarter finns listade i Catalogue of Life.